# بروکرهای خارجی
بروکرها( بنگاه شرط‌بندی)شرکت هایی شخصی یا حقوقی برای مسابقات ورزشی یا رویداد های مربوط به آن‌ها می باشند.

## لیست‌اسامی
- بت۳۶۵
- Bet9ja
- Betcris
- Betfair
- بت فرد
- BetOnline
- Betsson
- بت یو اس
- BetVictor
- Betway
- Boylesports
- بی‌وین
- Centrebet
- Dafabet
- یورو فوتبال
- Gala Coral Group
- لدبروکس
- Liga Stavok
- ماراتن بت
- Odibets
- پدی پاور
- Pinnacle Sports
- SBOBET
- Sky Bet
- Sportingbet
- Stan James
- Star Sports
- The Tote
- Unibet
- ویلیام هیل